# Tallinjen
Tallinjen är ett sätt att visualisera de reella talen.
Särskilt tre egenskaper blir tydligjorda med denna bild:
1. Ordningsrelationen: om a<b och b<c så är a<c
2. Kontinuiteten: om a<c går det att finna ett b så att a<b och b<c
3. Oändligheten: det går alltid att hitta ett större tal eller mindre tal

eller uttryckt i matematiska symboler:
1. {\displaystyle (a<b)\wedge (b<c)\Rightarrow a<c}
2. {\displaystyle (a<c)\Rightarrow \exists b:(a<b)\wedge (b<c)}
3. {\displaystyle b\in \mathbb {R} \Rightarrow (\exists a\in \mathbb {R} :a<b)\wedge (\exists c\in \mathbb {R} :b<c)}